# Bedřich Diviš Weber

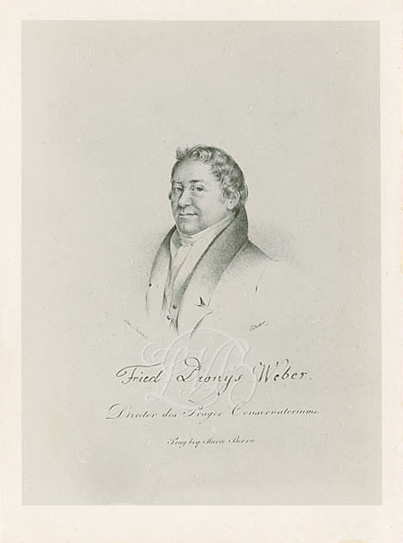
Bedřich Diviš Weber

Bedřich Diviš Weber znany również pod niemieckim imieniem, Friedrich Dionys (lub Dionysius) Weber (ur. 9 października 1766 w Velichovie, zm. 25 grudnia 1842 w Pradze) – czeski kompozytor oraz muzykolog, pierwszy dyrektor Konserwatorium Praskiego.
Początkowo Weber studiował filozofię oraz prawo po czym ostatecznie poświęcił się muzyce. W 1811 roku został pierwszym dyrektorem Praskiego Konserwatorium. Funkcję tę pełnił do swojej śmierci w 1842 roku. W muzyce miał podejście konserwatywne. Z niechęcią odnosił się do twórczości Ludwiga van Beethovena oraz Carla Marii von Webera. Był jednym z 50 kompozytorów, którzy skomponowali wariacje na temat walca Antona Diabellego.